# Luis Aguilé
Luis María Aguilera Picca (Buenos Aires, Argentina; 24 de febrero de 1936 -Madrid, España; 10 de octubre de 2009), conocido por su nombre artístico Luis Aguilé, fue un cantautor argentino de música romántica, más tarde radicado en España donde adquirió la ciudadanía. Fue uno de los primeros músicos en cantar rock en español. Activo desde la década de los cincuenta, se hizo famoso en Hispanoamérica y España.
Grabó más de ochocientas canciones, la mitad de ellas de su autoría, y algunas se han convertido en estándares de la música popular en español. Como Cuando salí de Cuba, quizá su canción más conocida, grabada por muchos otros artistas como Gloria Estefan, Celia Cruz y Estela Raval y Los Cinco Latinos. También compuso canciones para niños y publicó varios libros.

## Biografía
Luis María Aguilera nació el 24 de febrero de 1936 en Buenos Aires, capital de Argentina. En su ciudad natal combinó sus primeras actuaciones como cantante, en reuniones y fiestas familiares, con su trabajo en la Casa Central del Banco de la Provincia de Buenos Aires. En 1951, a los quince años, consiguió su primer contrato, en la Maison Doré, lujoso salón de fiestas porteño, y empezó a trabajar en la radio.
A los veinte años, en mayo de 1956, se presentó en el concurso de televisión Music-Hall y logró un enorme éxito. Poco después grabaría su primer disco, con la discográfica Odeón, un sencillo con los temas El preso número nueve de Roberto Cantoral y Tu recuerdo y yo de José Alfredo Jiménez, dos rancheras donde canta acompañado por Ángel Pocho Gatti y su conjunto. Poco después, edita su primer LP, Luis Aguilé, con diez temas (Gigí, Linda nena, Mujer tejedora, Tiro Liro Liro, Pancho López, Qué será será, Luna bonita, Luna Azul y El alegre silbador).
A este trabajo siguieron Canta la juventud de América, en 1958, con sencillos editados previamente (De azul pintado de azul, No me dejes nunca, No me abandones, Pequeñísima serenata, Dime algo cariñoso, Lulú (sin embargo), La cinta verde, Llueve afuera, Domani, Hay una mujer, El preso número nueve y Queremos Minué) y Luis Aguilé, Vol. 3 en 1959 (Julia, Regresa a mí, Bonita, Venus, Marina, Amémonos así, Mira qué luna, Llueve, Pity Pity, Para siempre, La canción que te gusta a ti e Ío) que fue todo un éxito en Argentina y le dio a conocer en todo el mundo hispanoamericano.
En 1960, graba Luis Aguilé, Vol. 4 (Déjenme en paz, Te llevo bajo mi piel, Yo sé, La pachanga, Al claro de luna, Ya ves, así pienso yo, ¡Ay, Chabela!, La balanza, Arrivederchi, Mi espíritu, La montaña y Castillo de piedra). La balanza es el primer tema escrito por él mismo que grabó. Después de este disco, Aguilé tuvo su primer contacto con España cuando actuó en el Festival para la juventud celebrado en el Palacio de los Deportes de Barcelona, presentado por el popular locutor radiofónico Luis Arribas Castro. En el espectáculo actuó junto al Dúo Dinámico, José Guardiola y Gelu, entre otros.
En 1962 protagoniza, con Mariquita Gallegos, con quien mantuvo un romance, la película La chacota y al año siguiente se establece definitivamente en España. Tiene un gran éxito con el tema Dile, considerada una de las primeras canciones del verano. En su nuevo país de residencia, que le concedió la nacionalidad española en 1990, se convertiría en un personaje muy popular. Tuvo constantes apariciones en televisión en programas como Amigos del lunes y Gran parada. Fue conocido por sus coloridas corbatas y su particular dicción afrancesada, lo que le haría ser imitado en años posteriores por humoristas como Martes y Trece o Fernando Esteso. A mediados de los años 60, deja Odeón, tras grabar varios elepés, y ficha por CBS. Graba a partir de ese momento sobre todo temas propios. En 1968 crea su propio sello discográfico y desempeña labores de productor. También actuó junto a la sensación pop del momento, Karina.
En mayo de 1972, se vio en inmerso en una polémica cuando, tras presiones del Ayuntamiento de Pamplona, se prohibió la emisión en radio y televisión de la canción Vamos a Pamplona. Porque el consistorio consideró que era un desprestigio para los sanfermines y para la propia ciudad.
Ese mismo año estrenó la comedia musical Una gran noche, que contaba con libreto y música originales de Aguilé, con orquestaciones de Adolfo Waitzman, quien también dirigió musicalmente el montaje en el Teatro Victoria de Barcelona. Después de eso fue el presentador del programa de televisión Llegada Internacional entre 1973 y 1974. En 1976, se casa con la española Ana Rodríguez Ruiz. Entre 1978 y 1979, vuelve a televisión, presentando El hotel de las mil y una estrellas. En los años 80, trabaja como asesor musical del programa Un, dos, tres... responda otra vez. Para 1986, firma contrato en México con el entonces empresario y banquero Jorge Lankenau para crear el himno de los Rayados de Monterrey, equipo regional de fútbol del cual era dueño, así como de la institución financiera Abaco, que en los 90 utilizó su famosa canción «Ven a mi casa esta Navidad» para un comercial muy conocido en el país.
En 1992 estrena el espectáculo Por las calles de Madrid, que mezcla música y baile y en el que demuestra una vez más su calidad como showman. Intercalando anécdotas y chistes entre los distintos temas musicales, evocadores de la vida en la capital española. El espectáculo, que posteriormente se denominaría España es una fiesta, se representa en Buenos Aires durante toda la década siguiente.
En 1999 publica Superfiesta, su último disco con canciones nuevas. En 2002 publica el recopilatorio Los 40 grandes éxitos de Luis Aguilé, que incluye dos temas nuevos, Infiel y Lolita. En 2007 graba el tema Nadie me quita mis vacaciones en Castellón, que representó a la provincia de Castellón en la Feria Internacional del Turismo (FITUR). Ese mismo año publica Ciudadano Aguilé, un recopilatorio en el que recoge diecisiete canciones de su discografía que se apartan de sus temas más habituales y en los que muestra sus preocupaciones sociales.
Luis Aguilé también escribió cuentos infantiles y novelas. En 1976 publica Golito y un emisario de la cuarta dimensión. Otra novela titulada El día en que los perros hablaron ve la luz en la Editorial Planeta en 1979. En 1984, con el seudónimo Alejandro Alcántara, publica Dominó y en 1989 La guerra nunca aclarada, con las que fue finalista del Premio Planeta. En 2002 publicó La nieve de las cuatro estaciones, centrada en el mundo de las drogas y de la que estaba preparando la segunda parte, La seducción reptante del poder.
En 2003 protagonizó en la Argentina la película Soy tu aventura, una comedia donde se interpreta a sí mismo como víctima de un accidentado secuestro. En el año 2008, recibió el Premio Sona de la Música a toda una vida dedicada a la música, reconociendo así el éxito que ha ido cosechando a lo largo de su carrera. En la primavera de 2009, le operaron de gravedad de un cáncer en el estómago y falleció el 10 de octubre de 2009 en un hospital de Madrid.

## Su música
La mayoría de los temas compuestos por Luis Aguilé reflejan una visión optimista de la vida y en ocasiones son directamente humorísticos. Muchos de ellos se convirtieron en éxitos veraniegos, como Juanita Banana (versión del tema de The Peels), La banda borracha, El frescales, El tío Calambres, Es el sol español o La vida pasa felizmente.[cita requerida]
También ha conseguido grandes éxitos con temas de otros, como Lo importante es la rosa, de Gilbert Bécaud; La Chatunga, de Marisa Simó, o Te quiero, versión del Azzurro de Paolo Conte. Asimismo, compuso la zarzuela Viva la verbena, estrenada en Argentina y Estados Unidos. Sufrió una gran decepción cuando vio que en España, y concretamente Madrid, ciudad a la cual había dedicado su zarzuela, casi nadie se hizo eco de esta novedad, en la cual había puesto mucha ilusión. Finalmente, se presentó en el Teatro Monumental el 22 de noviembre de 2008, a cargo de la Orquesta Sinfónica Neotonarte, dirigida por Antonio Palmer y el coro de la Federación Coral de Madrid. Televisión Española guarda este importante documento que se retransmitió en Conciertos de la 2.[cita requerida]
También interpretó temas musicales infantiles. Uno de ellos fue la versión en español de Pecos Bill.[cita requerida]

## Controversias políticas
Las canciones de Luis Aguilé se han caracterizado por estar alejadas de temas sociales o políticos. Algunos críticos, han considerado sus canciones como «pasatistas». Políticamente, hizo declaraciones contrarias a la Revolución cubana, al expresidente socialista de España José Luis Rodríguez Zapatero, al expresidente de Venezuela Hugo Chávez y poniendo en duda la cantidad de desaparecidos que hubo en Argentina. La canción Cuando salí de Cuba se refiere precisamente al momento en que decidió dejar Cuba, donde estaba radicado y era un ídolo juvenil. Aguilé cuenta que, en el momento de vender sus propiedades, el gobierno revolucionario había sancionado una ley de control de cambios, que limitaba la cantidad de dólares que se podían comprar, y que por esa razón solo pudo sacar de Cuba una cantidad limitada; el resto se la regaló a sus amigos: 

Allí gané muchísimo dinero porque era un ídolo juvenil. Pero un mes antes de salir decretaron una ley que decía que no se podía cambiar el dólar y no se podía sacar dinero. Tuve dos entrevistas con el Che Guevara y me autorizó a retirar una pequeña cantidad.

En 2007, Aguilé se vio involucrado en un escándalo político de corrupción, a causa de una colaboración suya con autoridades del Partido Popular de Castellón. Ese mismo año lanzó un tema nuevo, titulado Señor presidente. La canción es un mensaje mordaz dirigido a un presidente de Estado, a quien Aguilé dice haber votado, al que le hace saber sus quejas. Para pedirle que cumpla las promesas de campaña y que «mi humilde voto no caiga en su olvido».
Durante la promoción del disco, algunos periodistas le preguntaron si la canción estaba dirigida al presidente de España José Luis Rodríguez Zapatero. Aguilé aceptó que podría aplicársele, pero declaró también que su destinatario era el presidente de Venezuela Hugo Chávez. También declaró que la canción había sido prohibida en Venezuela y censurada en Argentina y Guatemala, sin mayores precisiones. Aguilé sostuvo entonces que él «había sido más perseguido que Serrat».
Sin embargo, en Argentina la canción se presentó con un recital realizado ese mismo año en Buenos Aires, sin ningún tipo de incidentes. Mientras que en Guatemala, la canción se utilizó incluso en un video del programa Libre encuentro, del Canal 3, para promover las buenas prácticas democráticas.
Pese a ello, la canción se ha difundido desde entonces como «La canción prohibida de Aguilé».[cita requerida]
Aguilé también hizo público su apoyo a la Sociedad General de Autores y Editores (SGAE) de España, en una serie de controversias en la que esta entidad se ha visto involucrada con los alcances de los derechos de autor, y defendió el alto precio de los discos como un acto de libertad comercial.

## Discografía

### Sencillos
- 1956: El preso n.º 9/Tu recuerdo y yo
- 1960: Mira que luna
- 1960: Marina
- 1961: Dentro de mí
- 1961: Esta noche, mi amor, esta noche
- 1961: La pachanga (Odeón)
- 1961: La dulce vida/ ¡Ay, Chavela! (Odeón)
- 1962: Déjenme en paz/Ya ves...así pienso yo/Mi espíritu/Castillo de piedra (Odeón)
- 1962: Los iracundos/No te vayas/Oh, Oh, Rosi/Tú eres mi luna (Odeón)
- 1963: Con ritmo de twist/Midi midinette/Caterina/Dame felicidad (Odeón)
- 1967: Cuando salí de Cuba/Lady (Sonoplay)
- 1968: El sol español /El tío Calambres - [Sonoplay]
- 1968: Soy como quieres tú/Lo importante es la rosa - CBS Records
- 1969: El frescales - CBS Records
- 1969: Ven a mi casa esta Navidad - CBS Records
- 1978: Argentina, mi Argentina - CBS Records
- 1980: Cuando jugamos siempre ganamos - CBS Records
- ????: A Buenos Aires - CBS Records
- ????: Nostálgico Aguilé - CBS Records
- ????: Es verdad.../En Alicante - Ariola Records

### Álbumes
- 1957: Luis Aguilé con acompañamiento de orquesta - Volumen Nº1 - Odeón Perú
- 1958: Canta la juventud de América - Volumen Nº2 (EP) - Odeón Perú
- 1959: Luis Aguilé Vol. 3 - Odeón Perú
- 1960: Luis Aguilé Vol. 4 - Odeón Perú
- 1967: Cuando salí de Cuba - Éxito
- ????: Hola Perú - Odeón Perú
- ????: Ciudad solitaria - Odeón Perú
- 1969: Me has enseñado a conocer lo que es el amor - CBS Records
- 1970: Embustero y bailarín - CBS Records
- 1972: Luis Aguilé presenta su comedia musical: Una gran noche - CBS Records
- 1974: El showman - CBS Records
- 1974: Para mis amigos los niños - CBS Records
- 1974: Canta a... Hispanoamérica - Parmaso
- 1975: A Catalunya... - Ariola Records
- ????: La fuerza del amor (EP) - CBS Records
- ????: La vida pasa felizmente - CBS Records
- ????: El showman 2 - CBS Records
- ????: Nuevamente entre nosotros - CBS Records
- ????: Soy libre ya -CBS Records
- 1975: Es verdad - CBS Records
- ????: Con amor o sin amor - CBS Records
- 1976: Nostálgico... Aguilé - CBS Records
- ????: Luis Aguilé y... la chacota - EMI Odeón Pops
- 1979: Inspiraciones - CBS Records
- 1980: El cuento que canta - CBS Records
- 1983: De hombre a hombre - CBS Records
- 1984: Reencuentro con Luis Aguilé - CBS Records
- 1985: Siempre cantando al amor - CBS Records
- 1987: Infiel - CBS Records
- ????: Quien da más - Sony Music
- ????: Alegrías de España
- ????: Luis Aguilé - SUM Records
- ????: Viva la verbena - Zarzuela de Luis Aguilé - Showman Producciones
- ????: Grandes creaciones - Showman Producciones
- 1992: Mis héroes - Música & Marketing S. A.
- 1996: Soy tu aventura - Música & Marketing S. A.
- 1996: Alegrías de España - Luis Aguilé y Noelia Banon - Showman Producciones
- 1998: Escándalo en el Gran Hotel - Alegrías de España 3
- 1999: Superfiesta - Divucsa Music
- 2004: Otra cosa es con guitarra... - GLD Distribuidora S. A.

### Recopilatorios
- ????: 20 grandes éxitos - CBS Records
- 1980: Los más grandes éxitos de Luis Aguilé - CBS Records
- 1981: Los más grandes éxitos de Luis Aguilé Vol. 2 - CBS Records
- 1996: Desencadena mi corazón - 20 grandes Éxitos - DISCOS PAMPA
- 1997: Sus primeros éxitos - EMI ODEON
- 1997: Mis mejores 30 canciones - Sony Music
- ????: Grandes éxitos
- 2002: Los 40 grandes éxitos de Luis Aguilé
- 2007: Ciudadano Aguilé

## Libros
- Golito y un emisario de la cuarta dimensión (1976).
- El día en que los perros hablaron (1979).
- Dominó (1984).
- La guerra nunca aclarada (1989).
- La nieve de las cuatro estaciones (2002).

## Filmografía
Participó en las siguientes películas:
- La chacota - 1962
- Historias de la televisión - 1965
- Soy tu aventura - 2003